# Massive (singolo)
Massive è un singolo del rapper americano-canadese Drake, pubblicato il 21 giugno 2022, insieme all'altro singolo apripista Sticky, come primo estratto dal settimo album in studio Honestly, Nevermind. Drake ha scritto il testo della canzone insieme al cantante Tresor e ai produttori Gordo, Johannes Klahr e Richard Zastenker.
Come la maggior parte degli altri brani presenti all'interno dell'album di appartenenza, Massive è una canzone indirizzabile principalmente al genere house e dance.

## Descrizione
Massive è stata apprezzata dalla rivista Rolling Stone in quanto "particolarmente calzante per un DJ set". Nella canzone sono presenti alcuni campionamenti e l'utilizzo in sottofondo di pianoforte.

## Accoglienza
HipHopDX ha definito Massive come la "perfetta hit da radio". Evening Standard ha descritto la canzone come "il momento più divertente" dell'intero album. Variety, invece, ha posto l'attenzione sul sottofondo "da funerale" della canzone, aggiungendo che "l'atmosfera dell'intera canzone ci porta a considerare questo sottofondo funebre come un qualcosa di ironico piuttosto che un qualcosa di macabro e sociopatico".

## Classifiche

### Classifiche settimanali
| Classifica (2022) | Posizione massima |
| ----------------- | ----------------- |
| Australia         | 12                |
| Austria           | 44                |
| Canada            | 8                 |
| Francia           | 102               |
| Germania          | 53                |
| Global 200        | 10                |
| Grecia            | 7                 |
| Irlanda           | 7                 |
| Islanda           | 10                |
| Italia            | 90                |
| Libano            | 11                |
| Lituania          | 27                |
| Lussemburgo       | 14                |
| Nuova Zelanda     | 15                |
| Paesi Bassi       | 25                |
| Portogallo        | 19                |
| Regno Unito       | 8                 |
| Stati Uniti       | 14                |
| Sudafrica         | 5                 |
| Svezia            | 73                |
| Svizzera          | 7                 |

### Classifiche di fine anno
| Classifica (2022) | Posizione |
| ----------------- | --------- |
| Canada            | 56        |
| Stati Uniti Dance | 11        |

## Date di pubblicazione
| Paese                 | Data           | Formato                | Fonte |
| --------------------- | -------------- | ---------------------- | ----- |
| Stati Uniti d'America | 21 giugno 2022 | Contemporary hit radio | [ 4 ] |